# Johann Philipp von Greiffenclau zu Vollraths
Johann Philipp von Greiffenclau zu Vollraths, aussi Greiffenclau-Vollraths ou Greiffenclau-Vollrads (né le 13 février 1652 à Amorbach, mort le 3 août 1719 à Wurtzbourg) est prince-évêque de Wurtzbourg de 1699 à 1719, ainsi que duc de Franconie.

## Biographie
Il est le fils du bailli de l'Électorat de Mayence Georg Philipp von Greiffenclau et son épouse Rosina von Oberstein. En 1666, il intègre le diocèse de Wurtzbourg puis reçoit les ordres mineurs et est sous-diacre en 1676. En 1684, il devient membre du chapitre de chanoines puis devient chantre. En 1687, il est ordonné prêtre.
Le 9 février 1699, il est élu par le chapitre évêque de Wurtzbourg, contre l'avis de Lothar Franz von Schönborn, archevêque et prince-électeur de Mayence, soutenu par l'Autriche. Après la confirmation du pape Innocent XII, il est consacré le 5 juillet de la même année dans la cathédrale Saint-Kilian de Wurtzbourg.
Sous son pouvoir, il entreprend de nombreuses constructions à Wurtzbourg comme les transformations de la collégiale de Neumünster et de l'intérieur de la cathédrale par Pietro Magno. Il élève un nouveau bâtiment pour le collège des Jésuites et l'aile nord du Juliusspital. Il permet aussi la fondation du couvent des Ursulines à Würzburg.
Même si on le dit influencé par Gallus Jacob (de), Johann Philipp von Greiffenclau zu Vollraths est considéré par ses contemporains de nature bienveillante et philanthropique.